# Роткройцплац (станция метро)
«Роткройцплац» (нем. Rotkreuzplatz) — станция Мюнхенского метрополитена, расположенная на линии . Станция находится в районе Нойхаузен (нем. Neuhausen).

## История
Открыта 8 мая 1983 года и до 1998 года была северной конечной станцией линии . Станция расположена под одноименной площадью, названной в честь больницы Красного Креста (нем. Rotkreuzkrankenhaus).

## Архитектура и оформление
Платформа не имеет опор. Стены состоят из светло-коричневых и белых реек, которые становятся как бы толще или тоньше. В 2008 году к облицовке стен были модернизированы листы цвета охры. Как и на других станциях, потолок изготовлен из алюминиевых пластин, а пол - из искусственных каменных плит в стиле гальки Изар. Потолок над рельсами сделан из бетона, был окрашен в темный цвет и таким образом был удален из поля зрения.

## Пересадки
Проходят автобусы следующих линий: 53, 62, 63, 144 и трамвай линии 12.